# Harald Jockusch
Harald Jockusch (* 1939 in Frankfurt am Main) ist ein deutscher Biologe und Künstler mit dem Künstlernamen Hal Jos.

## Wissenschaftliche Laufbahn

### Ausbildung und Werdegang als Biologe
Jockusch studierte Biologie und Chemie in Frankfurt am Main, Tübingen und München. Seine Dissertation am Max-Planck-Institut für Biologie in Tübingen, Abt. Georg Melchers schloss er mit dem Thema Temperatursensitive Mutanten des Tabakmosaikvirus ab. Als Student und Doktorand war Jockusch als freier Wissenschaftsjournalist tätig (Frankfurter Allgemeine Zeitung und Die Zeit). 1966 erfolgten das Rigorosum in Genetik, Mikrobiologie und Organischer Chemie und Promotion an der Universität Tübingen. Als Postdoc arbeitete er an der University of Wisconsin in Madison. 1971 wurde er im Fach Biologie an der Universität Tübingen habilitiert. 1974–1977 arbeitete Jockusch als Dozent am Biozentrum der Universität Basel, 1977–1981 als Professor (C3) für Neurobiologie an der Universität Heidelberg. 1981–2004 war er Professor (C4) für Entwicklungsbiologie und Molekulare Pathologie an der Universität Bielefeld. Dort war er 1988–1991 Prorektor für Forschung und wissenschaftlichen Nachwuchs. 1993 bis 1996 war Jockusch Sprecher des Sonderforschungsbereichs (SFB) 223 „Pathomechanismen zellulärer Wechselwirkungen“ (Bielefeld/Münster), ebenso 1998 bis 2003 des SFB 549 „Prozessierung und Signalwirkung extrazellulärer Makromoleküle“ (Bielefeld). Bis 2004 war Jockusch Mitglied des Graduiertenkollegs „Strukturbildungsprozesse“ an der Universität Bielefeld. Er ist im wissenschaftlichen Beirat der Deutschen Gesellschaft für Muskelkranke (DGM). Harald Jockusch ist verheiratet mit der Zellbiologin Brigitte M. Jockusch.

### Forschungsschwerpunkte
Der rote Faden des wissenschaftliche Werks von Harald Jockusch war Entwicklung und molekulare Pathologie: Vom Virus zum Säuger. Im Einzelnen bearbeitete er folgende Themen:
- Wirts-Virus-Wechselwirkungen; Abwehrreaktionen der Wirtszelle
- Genetische Kontrolle von Entwicklung und Pathologie des neuromuskulären Systems
- Mausmodelle für menschliche Erbkrankheiten
- Ionenkanäle, Zytoskelett und Zell-Matrix-Interaktionen im Muskel und im neuromuskulären System; Neurodegeneration
- Proteinfehlfaltung und Pathogenese bei Tier- und Pflanzenzelle
- Genkartierung und Vergleichende Genomik von Wirbeltieren
- Topographie der Gewebebildung im Säugerembryo
- Topologische und dynamische Modellierungen
- Namen und Sprache

### Wissenschaftliche Leistungen

#### RNA-Viren
Bei Untersuchungen über die Abwehrreaktion der Wirtspflanze entdeckte er temperatursensitive Mutanten eines Pflanzenvirus, des Tabakmosaikvirus (TMV). In Zusammenarbeit mit H.-G. Wittmann und Brigitte Wittmann-Liebold fand er Beziehungen von Stabilität der Faltung und Aminosäureaustauschen im Hüllprotein.
Neuere Arbeiten von Harald Jockusch umfassen temperatursensitive TMV-Hüllproteine als Modelle für fehlgefaltete „toxische“ Proteine in der Pflanzenzelle und in transfizierten tierischen Zellen, sowie die In-Vitro-Synthese aktiver Replicase des RNA-Phagen Qβ.

#### Entwicklungsbiologie und molekulare Pathologie
Maus- und Zellkulturmodelle für menschliche neuromuskuläre Krankheiten:
- Eine Mausmutante, die sogenannte ADR-Maus, wurde als Modell für die menschliche Erbkrankheit Myotonie charakterisiert.[7] Bei dieser Krankheit erzeugt ein Defekt der Chloridionen-Leitfähigkeit der Muskelfasermembran Übererregbarkeit des Muskels, die zu anfallsartiger Steifigkeit führt. Bei der ADR-Maus wurde das mutierte Gen identifiziert, das für den neu entdeckten muskulären Chloridionen-Kanal codiert (mit der Arbeitsgruppe Thomas J. Jentsch).[8] Diese Befunde am Mausmodell führten 1992 zur molekularen Aufklärung menschlichen Erbkrankheiten Myotonia congenita Becker und Myotonia congenita Thomsen als Mutationen an ein und demselben Gen durch Arbeitsgruppen in Hamburg, Marburg und Ulm.[9]
- Biomechanische Analyse von Defektmutationen der Zytoskelettproteine Dystrophin(Ursache der Duchenne-Muskeldystrophie) und Desmin[10] an isolierten Muskelfasern und Muskelzellkulturen.
- Untersuchungen zur erblichen Neurodegeneration an der wobbler-Maus, die über Jahrzehnte als Modell für menschliche amyotrophe Lateralsklerose (ALS) untersucht wurde. Durch die Identifizierung des Krankheitsgens wobbler (wr) als Mutation im vesikulären Protein-Sortierungs-Gen Vps54, die im reinerbigen Zustand eine Degeneration der motorischen Nervenzellen bewirkt, wurde ein Zusammenhang mit dem retrograden Transport in der Zelle gezeigt (mit M. Meisler, Ann Arbor).[11]
- Entdeckung der Wechselwirkung des membrangebundenen, extrazellulär aktiven Protein-spaltenden Enzyms ADAM8 mit dem Entzündungs-Botenstoff TNF-alpha bei der Neurodegeneration.[12]

Proteomik der des Spermiogenese-Defekts der wobbler-Maus.
Morphogenese von Herz- und Skelettmuskel, sowie der Bauchspeicheldrüse (Pancreas) bei der Maus.

#### Theoretische Modelle
Topologie des Körperbauplans.
Modellierung zur Häufigkeitveränderung von Familiennamen bei rationaler Namenswahl mit Alexander Fuhrmann.

#### Populärwissenschaftliche Werke
- Harald Jockusch, Heinz-Günter Wittmann: Entschlüsselung des genetischen Codes. In: Umschau in Wissenschaft und Technik. 66, Heft 2, 1966, S. 49–55.
- Harald Jockusch: Durch Schaden wird man klug: Defekte Gene verraten Lebensgeheimnisse. In: Achim Müller, Hans-Jürgen Quadbeck-Seeger, Ekkehard Diemann (Hrsg.): Facetten einer Wissenschaft. Wiley-VCH Verlag, 2004, S. 263–279.

## Künstlerische Laufbahn
Der spätere Künstler Hal Jos begann ab 1947 mit Karikaturen und Comics, ab 1950 mit Tier- und Naturstudien. 1952–1953 nahm er Privatunterricht im Zeichnen. In dieser Zeit entstanden viele Porträtstudien, Werbegraphik und Buchillustrationen. Ab 1956 verlagerte sich der Schwerpunkt auf surrealistische Bilder und figürliche Werke auf skulpturierten Holzplatten mit Erdfarben, Metallen, Geweben, Knochen und anderen Materialien. In den USA erschienen 1968–1970 Acrylgemälde zum Zeitgeschehen, danach Graphik, „Metallic Art“, Kleinbronzen und Collage-Techniken. Von 1971 bis 1974 war Jos Mitglied des Tübinger Künstlerbunds.

### Ausstellungen (Auswahl)
- 1974 Stiefelhof Tübingen (Graphik)
- 2008 You are welcome – Mad City 1968–1970 im Carl-Schurz-Haus, Freiburg
- 2008/09 Teilnahme an der regionale 9, Kunsthalle Basel
- 2012 Retrospektive Hal Jos: Menschen & Zeiten. Von Skizzen zur Metallic-Kunst, Universität Bielefeld
- 2016/2017 Hal Jos 1944-1951 und heute. Museum für Kindheits- und Jugendwerke bedeutender Künstler, Halle (Westfalen)

### Bücher
- Harald Jockusch: Die entzauberten Kristalle. Entwicklung, Methoden und Ergebnisse der Molekularbiologie. Econ Verlag, 1973, ISBN 3-430-15094-9
- Übersetzung ins Tschechische: Kód Zivota. Rozvoj, metody a vysledky molekularni biologie. Orbis Verlag, Prag, 1979
- Fritz Schade, Harald Jockusch: Betörend, berauschend, tödlich. Giftpflanzen in unserer Umgebung. Springer Spektrum, Berlin/Heidelberg 2016, ISBN 978-3-662-47189-0. (Zeichnungen: Fritz Schade; Texte: Harald Jockusch)

Unter dem Künstlernamen Hal Jos erschienen:
- Verflogen ist das Inseljahr im Nu (Tübingen 1970) ISBN 3-87369-011-X
- Ei und Schädel sie zerbarsten (St Jean de Luz/Bielefeld 1989)
- Der Student und seine Stadt (Tübingen/Bielefeld 1970/1994)
- Bildbeiträge zu Wobus, A., Wobus, U., Parthier, B.: Bewahren und Verändern im Kontext biologischer und kultureller Evolution (Halle/Stuttgart 2004)